# Diethylsilan
Diethylsilan ist eine chemische Verbindung aus der Gruppe der siliciumorganischen Verbindungen.

## Gewinnung und Darstellung
Eine Möglichkeit zur Herstellung von Diethylsilan ist die Hydrierung der entsprechenden Halogenverbindungen, wie Dichlordiethylsilan, mit Lithiumaluminiumhydrid oder Natriumhydrid:
{\displaystyle \mathrm {2\ Cl_{2}Si(C_{2}H_{5})_{2}+\ LiAlH_{4}\ {\xrightarrow {}}\ 2\ H_{2}Si(C_{2}H_{5})_{2}\ +\ LiCl\ +\ AlCl_{3}} }
{\displaystyle \mathrm {Cl_{2}Si(C_{2}H_{5})_{2}+\ 2\ NaH\ {\xrightarrow {}}\ H_{2}Si(C_{2}H_{5})_{2}\ +\ 2\ NaCl} }

## Eigenschaften

### Physikalische Eigenschaften
Diethylsilan ist eine farblose, klare Flüssigkeit mit einem Brechungsindex von 1,391 und einem Flammpunkt von −20 °C.

### Chemische Eigenschaften
In der Gegenwart von Wasserstoff und einem Übergangsmetall-Katalysator reagiert Diethysilan mit Ammoniak unter Abspaltung von Wasserstoff zu Silazan-Oligomeren:
{\displaystyle \mathrm {n\ (C_{2}H_{5})_{2}SiH_{2}+\ n\ NH_{3}\ {\xrightarrow[{Ru_{3}(CO)_{12},H_{2}}]{\ }}((C_{2}H_{5})_{2}SiNH)_{n}+\ 2n\ H_{2}} }